# Elhadj Dabo
Elhadj Dabo, né le 20 novembre 1995 à Thiès, est un footballeur sénégalais. Il évolue au poste de défenseur central ou milieu défensif.

## Carrière
Après avoir fait ses débuts au Sénégal notamment au CNEPS Excellence, Elhadj Dabo arrive en France en 2014 pour s'engager avec le CS Sedan-Ardennes qui évolue en National 2.
Après une saison en Ardennes où il est élu meilleur espoirs de la saison par les supporters du club, il rejoint le Valenciennes FC en Ligue 2. Après une première saison sans jouer, il prend part à son premier match avec le club nordiste lors d'un match de Coupe de France gagné contre le AS étaploise avant de jouer son premier match de Ligue 2 quelques jours plus tard contre l'US Orléans. En 2019, il est victime d'un grave accident aux cervicales qui le laisse proche de la paralysie et qui l'empêchera de jouer pendant plusieurs mois. Il dispute seulement 35 matchs en six saisons et ne convainc pas les dirigeants de le conserver. Il quitte donc le club libre fin juin 2021 et s'engage à l'US Créteil-Lusitanos qui évolue en National 1.
Après une saison, il rejoint l'US Boulogne en National 2. Lors de la saison 2023-2024, le club termine premier de son groupe et est promu en National 1. Devenu capitaine, il quitte le club à l'été 2025 après avoir échoué de peut à la faire montée le club en Ligue 2 en terminant troisième mais s'inclinant lors du match de barrage contre le Clermont Foot 63.